# Saito Kazuo
Saito Kazuo (斉藤 和夫 Saito Kazuo, sinh ngày 27 tháng 7 năm 1951) là một cựu cầu thủ và huấn luyện viên bóng đá người Nhật Bản. Ông thi đấu cho đội tuyển quốc gia Nhật Bản.

## Sự nghiệp câu lạc bộ
Saito sinh ngày 27 tháng 7 năm 1951 tại Saitama. Sau khi tốt nghiệp Đại học Hosei, Saito gia nhập câu lạc bộ địa phương của mình Mitsubishi Motors vào năm 1974. Câu lạc bộ đã giành vị trí thứ 2 trong 4 năm liên tiếp (1974-1977). Năm 1978, câu lạc bộ đã giành được cả ba danh hiệu lớn ở Nhật Bản; Japan Soccer League, Cúp JSL và Cúp Hoàng đế. Câu lạc bộ cũng đã giành được Cúp Hoàng đế 1980, Cúp JSL 1981 và Japan Soccer League 1982. Tuy nhiên, trong mùa giải 1988-89, câu lạc bộ đã kết thúc ở vị trí cuối cùng và bị xuống hạng Division 2. Ông giải nghệ năm 1989. Ông đã thi đấu 248 trận và ghi 3 bàn trong giải đấu.

## Thống kê câu lạc bộ
| Thành tích câu lạc bộ | Thành tích câu lạc bộ | Thành tích câu lạc bộ | Giải vô địch | Giải vô địch |
| Mùa giải              | Câu lạc bộ            | Giải vô địch          | Số trận      | Bàn thắng    |
| Nhật Bản              | Nhật Bản              | Nhật Bản              | Giải vô địch | Giải vô địch |
| --------------------- | --------------------- | --------------------- | ------------ | ------------ |
| 1974                  | Mitsubishi Motors     | JSL Division 1        | 15           | 0            |
| 1975                  | Mitsubishi Motors     | JSL Division 1        | 18           | 0            |
| 1976                  | Mitsubishi Motors     | JSL Division 1        | 17           | 1            |
| 1977                  | Mitsubishi Motors     | JSL Division 1        | 18           | 1            |
| 1978                  | Mitsubishi Motors     | JSL Division 1        | 13           | 0            |
| 1979                  | Mitsubishi Motors     | JSL Division 1        | 14           | 0            |
| 1980                  | Mitsubishi Motors     | JSL Division 1        | 18           | 1            |
| 1981                  | Mitsubishi Motors     | JSL Division 1        | 18           | 0            |
| 1982                  | Mitsubishi Motors     | JSL Division 1        | 18           | 0            |
| 1983                  | Mitsubishi Motors     | JSL Division 1        | 12           | 0            |
| 1984                  | Mitsubishi Motors     | JSL Division 1        | 15           | 0            |
| 1985/86               | Mitsubishi Motors     | JSL Division 1        | 21           | 0            |
| 1986/87               | Mitsubishi Motors     | JSL Division 1        | 19           | 0            |
| 1987/88               | Mitsubishi Motors     | JSL Division 1        | 20           | 0            |
| 1988/89               | Mitsubishi Motors     | JSL Division 1        | 12           | 0            |
| Quốc gia              | Nhật Bản              | Nhật Bản              | 248          | 3            |
| Tổng cộng             | Tổng cộng             | Tổng cộng             | 248          | 3            |

## Thống kê đội tuyển quốc gia
| Đội tuyển quốc gia Nhật Bản | Đội tuyển quốc gia Nhật Bản | Đội tuyển quốc gia Nhật Bản |
| Năm                         | Số trận                     | Bàn thắng                   |
| --------------------------- | --------------------------- | --------------------------- |
| 1976                        | 14                          | 0                           |
| 1977                        | 5                           | 0                           |
| 1978                        | 9                           | 0                           |
| 1979                        | 0                           | 0                           |
| 1980                        | 0                           | 0                           |
| 1981                        | 0                           | 0                           |
| 1982                        | 0                           | 0                           |
| 1983                        | 0                           | 0                           |
| 1984                        | 4                           | 0                           |
| Tổng cộng                   | 32                          | 0                           |